# Tenonitrozole
Tenonitrozole là một chất chống nguyên sinh.